# March 871
O 871 é o modelo da March da temporada de 1987 da F1. 
Foi guiado por Ivan Capelli.
http://b.f1-facts.com/ul/a/2103